# El Pantano, Tacámbaro
El Pantano är en ort i Mexiko.   Den ligger i kommunen Tacámbaro och delstaten Michoacán de Ocampo, i den södra delen av landet, 250 km väster om huvudstaden Mexico City. El Pantano ligger 1 816 meter över havet och antalet invånare är 263.
Terrängen runt El Pantano är lite bergig. Runt El Pantano är det ganska tätbefolkat, med 80 invånare per kvadratkilometer. Närmaste större samhälle är Tacámbaro de Codallos, 9,3 km öster om El Pantano. I omgivningarna runt El Pantano växer huvudsakligen savannskog.